# Bowler (Montana)
Bowler é uma comunidade não incorporada no condado de Carbon no estado estadunidense do Montana.

## História
Bowler foi uma comunidade agrícola isolada fundada nos finais da década de 1890, situada num vale no sopé das Pryor Mountains. Existiu uma estação de correios entre 1894 e 1936 e existiu ali um bar e um cemitério mesmo no final da vila. Alguns poucos edifícios e fundações nas proximidades da Pryor Mountain Road mantêm-se em pé na atualidade.
- «Sistema de Informação de Nomes Geográficos: Bowler (Montana)». Geographic Names Information System (em inglês) Consultado em 16 de março de 2025.